# 326

## Събития

### Според мястото

#### Римска империя
- Константин I основава Константинопол и внедрява Византион в новия град.
- Константин I отпразнува двадесетата годишнина от възкачването му на власт и триумфите му над варварите и Лициний.
- Константин I издава закони срещу проституцията на домашни прислужници и за очовечаването на затворите.

### Според темата

#### Религия
- 14 септември – Елена от Константинопол открива т.нар. Свети Кръст (традиционна дата).
- Построена е първата църква на територията на Ватикана, традиционно място на гробницата на Свети Петър.
- Начало на строежа на църквите на Голгота.

## Починали
- 17 април – Александър, патриарх на Александрия
- Крисп, син на Константин I (екзекутиран)
- Фауста, втора съпруга на Константин I (екзекутирана)